# 東波爾克鎮區 (密蘇里州克里斯蒂安縣)
東波爾克鎮區（英語：East Polk Township）是位於美國密蘇里州克里斯蒂安縣的一個行政鎮區。

## 地方資料
東波爾克鎮區的面積為67.83平方千米，當中陸地面積為67.72平方千米，而水域面積為0.11平方千米。根據2020年美國人口普查的數據，當地共有人口1885人，而人口密度為每平方千米27.79人。